# Joan Puigcercós

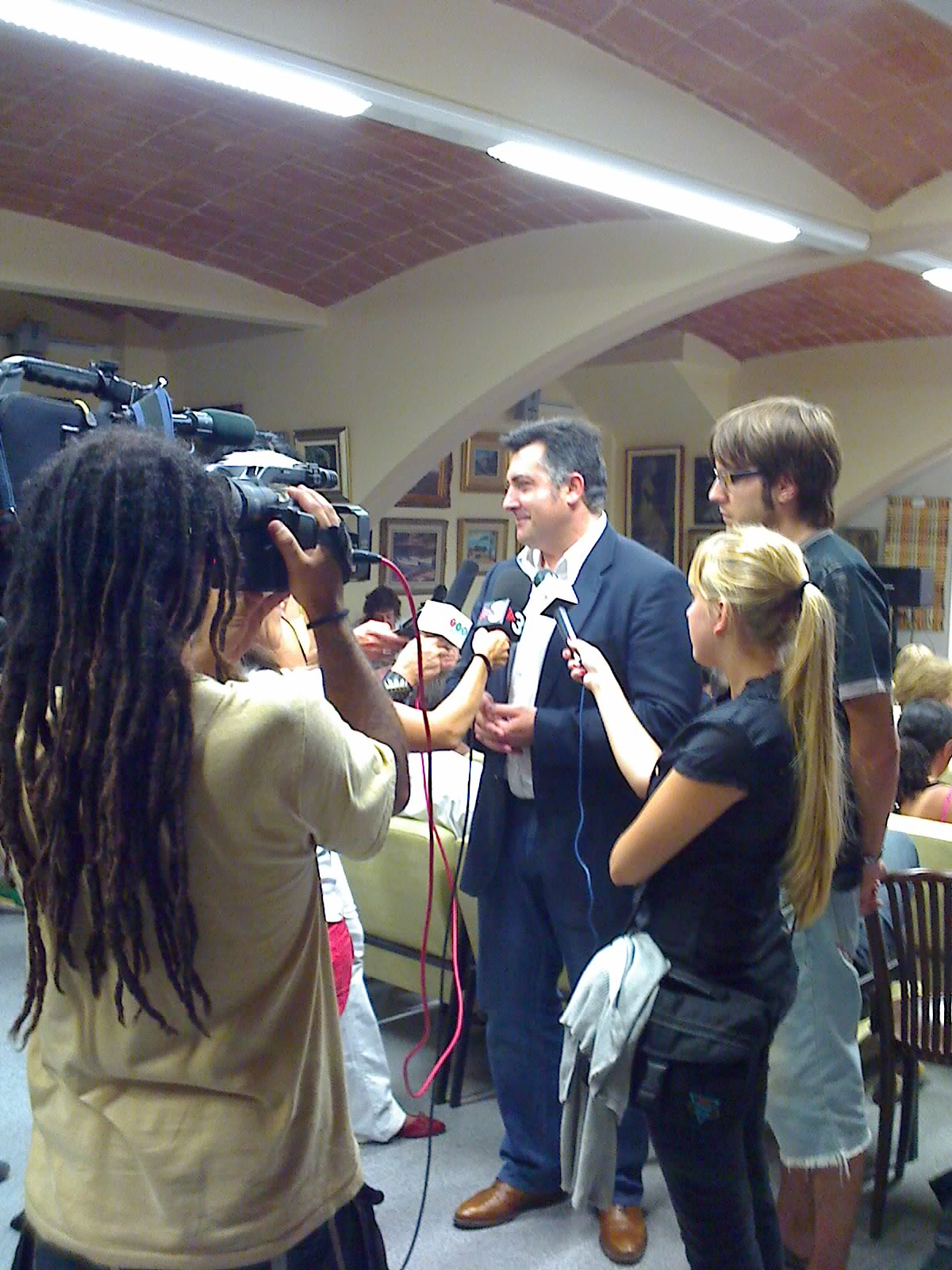
Joan Puigcercós i Boixassa

Joan Puigcercós i Boixassa (ur. 2 grudnia 1966 w Ripoll) – kataloński polityk, wieloletni parlamentarzysta, członek Generalitat (2006–2008), od 2008 przewodniczący Lewicy Republikańskiej Katalonii.

## Życiorys
Urodził się w rodzinie o tradycjach republikańskich (dziadek od strony ojca był członkiem ERC i uczestnikiem wojny domowej). Studiował nauki polityczne i filozofię, jednak studiów nie ukończył. Od 1987 do 1994 był przewodniczącym młodzieżówki ERC. W latach 1993–1996 stał na czele regionu ERC w Gironie. Od 1992 zasiadał w parlamencie lokalnym w Barcelonie. W 2000 uzyskał miejsce w Kongresie Deputowanych. Ponownie wybrany w 2004 jednym z 8 posłów ERC, został członkiem i przewodniczącym jej grupy parlamentarnej. Od 1998 do 2001 był wicesekretarzem generalnym ERC. W 2004 został sekretarzem generalnym partii (do 2008).
Od 2006 zasiadał ponownie w parlamencie w Barcelonie. Po ponownym utworzeniu koalicji rządzącej PSC, ERC i Iniciativa per Catalunya Verds-Esquerra Unida i Alternativa został ministrem w gabinecie Jose Montilli. Funkcję pełnił do 2008, gdy po klęsce ERC w krajowych wyborach parlamentarnych powrócił do pracy partyjnej obejmując urząd przewodniczącego ERC.